# Roy-Alexander Steudle
Roy-Alexander Steudle (5 luglio 1993) è uno sciatore alpino britannico.

## Biografia
Specialista delle prove veloci attivo dal novembre del 2008, Steudle ha esordito in Coppa Europa il 23 gennaio 2015 a Val-d'Isère in supergigante, senza completare la prova, in Coppa del Mondo il 30 novembre 2019 a Lake Louise in discesa libera (61º) e ai Campionati mondiali a Courchevel/Méribel 2023, dove si è classificato 39º nella discesa libera e non ha completato il supergigante e la combinata; ai Mondiali di Saalbach-Hinterglemm 2025 si è piazzato 29º nel supergigante. Non ha preso parte a rassegne olimpiche.

## Palmarès

### Coppa Europa
- Miglior piazzamento in classifica generale: 152º nel 2025

### Nor-Am Cup
- Miglior piazzamento in classifica generale: 38º nel 2022
- 1 podio:
  - 1 terzo posto

### South American Cup
- Miglior piazzamento in classifica generale: 8º nel 2023
- 1 podio:
  - 1 terzo posto

### Campionati britannici
- 6 medaglie:
  - 1 oro (discesa libera nel 2016)
  - 2 argenti (discesa libera, supergigante nel 2019)
  - 3 bronzi (discesa libera, supergigante, slalom gigante nel 2012)